# Napirajz
A Napirajz egy humoros webképregény-sorozat, melynek alkotója Merényi Dániel, ismertebb nevén grafitember, vagy Grafit. A sorozat 2005 májusa óta jelenik meg alkotója blogján. Az egyes képsorok hétköznapi eseteket, eseményeket figuráznak ki ironikus és szatirikus formában, igen gyakran a trágárságot, az erőszakot vagy az erotika megjelenítését sem nélkülözve. Fennállásának immár több mint másfél évtizede alatt a sorozatnak jó pár olyan darabja is megjelent, amelyek csak egy vagy két rajzból álltak, de a nagyobb hányadot a több (3~10, ritkán annál is több) kockás művek teszik ki.
A sorozatnak népszerűsége folytán eddig már hét nyomtatott gyűjteménykötete jelent meg: az első 2007, a második 2008 decemberében, a harmadik és negyedik 2009-ben és 2010-ben, ugyancsak az év vége előtt, s az eddigiek mind a Titkos Fiók kiadásában. Az ötödik 2012 novemberében, a hatodik 2013-ban, a hetedik pedig 2019-ben került utcára, utóbbiak már a Shirokuma kiadásában. Megjelent továbbá három Napirajzos naptár is, a 2012-es, 2018-as és 2020-as évekre, szintén a Shirokuma kiadásában.
Egyszerűbb és rövidebb, a közélet aktuális eseményeit parodizáló alkotásai 2012-től az Index, 2020 óta pedig a Telex hírportálok Napirajz rovatában jelennek meg.

## A sorozat helyszínei
A korai képregény-epizódok egyik fő helyszíne a Gébics presszó (vendéglátóipari egység) volt, amely feltehetőleg egy közepes vagy annál valamivel nagyobb, villamosjárattal is rendelkező vidéki városban található. Amelyik epizódokban a történések színhelye, vagy azokhoz kapcsolódó konkrét helyszín is nevesítve van, azok jellemzően kitalált helynevek, mint például Szecső, Pötke vagy Dürhővölgy. A politikamentes epizódokban ritka a létező helynevek felbukkanása, ezek közé tartozik például Košice neve a 136 hotdoggal című rajzon.
A politizáló epizódokban ellenben gyakran bukkannak fel a napi politikához, illetve a napi politikai kommunikációhoz kapcsolódó helynevek is, mint Budapest, Paks, Felcsút, vagy éppen Brüsszel (utóbbi több tucatnyi epizódban nyer említést). Ebbe a körbe sorolható a „Napirajz-univerzum” Jelentkezik a Cinege utca rovata  is, mely a konkrét utcanévvel sugallja azt, hogy köztudottan ott lakó miniszterelnöknek, Orbán Viktornak a legfrissebb politikai problémákon való őrlődését tudósítja, illetve karikírozza.

## A sorozat szereplői

### A korai években
Szultán [hivatalos nevén Karthauzi Allokál-Dimitríj Szultán] egy kutya („zsemleszín röviccőrű keverék kan”), aki kis testmérete és jámbor megjelenése ellenére igen kegyetlen és erős. Ennek egyik oka lehet, hogy gazdája, a Gébics csaposa, Röné „BBC-vel aljasítja”. A sorozat bizonyos rajzain csak utalást találunk a kutya jelenlétére, például a Gébics presszó ajtaja melletti kutyaházból kihallatszó zajok vagy onnan előkerülő, általa letépett emberi testrészek formájában. Idegen csak angolul beszélhet az ebhez, de önmagában ez még nem garancia arra, hogy élve távozik tőle. [Szultán segítségével lehet keresni is a Napirajz oldalon az egyes epizódok és önálló rajzok között, az azokhoz tartozó kulcsszavak alapján.]
Röné, csapos a Gébics nevezetű vendéglátóipari egységben (pontos megnevezése: eszperszó, eperszó, illetve eszperósz), amely elsősorban a Holzkoffer sörmárka forgalmazójaként jelentős, de egy időben Kitzwaldstein söröket is árusított. Kopasz és mindig napszemüveget visel. Kedvenc időtöltése a pult mögött állva különböző tárgyak (pl. söröskorsó, varrógép) takarítása, illetve Szultán trenírozása. Fel lehet ismerni a felsőtestén feszülő, "7 méter" feliratú ujjatlan trikóról is (esetleg előfordulhat rajta rövid ujjú felső is, "Ital éjje… nappa!" felirattal).
Ezoterikus János, a Gébics egyik törzsvendége, aki különböző megmagyarázhatatlan jelenségeket produkál. Ő álmodja meg (a 250., ünnepi epizódban), hová tűnhetett Szultán, miután elrabolták.
Evelin, egy betonkocka, akinek van szeme és szája (egyes rajzokban végtagjai is). Párja és gyermeke is van.
Ernőke, aki folyamatosan négyéves, ám túlságosan magas a tesztoszteronszintje, ezért állandó szexuális izgalomban van.
Tibor, aki reménytelenül szerelmes Ciccmann művésznőbe és mindent elkövet azért, hogy szíve hölgyét megszerezze, illetve a művésznő jó hírét sértő embereket megleckéztesse. Ezen két cél elkeseredett hajszolása keretében szerenádot tart, felvonatozik Szecsőből a művésznőhöz, illetve egy filmsztárt is meggyilkol.
Tibor, aki egy talicskában éli életét és állandó jelleggel a szájára tapadt söröskorsó kiürítésén fáradozik a Gébicsben. Valószínűleg szeme is van, de ezt csak egyszer lehetett látni, mikor a csodálkozástól megemelkedett a svájcisapkája.
Tibor, aki visszatérő vendég a Gébicsben és mindig rövidet iszik. Különös ismertetőjele a CASCO-matricából kialakított "CSAO"-felirattal ékesített diplomatatáska.
Tibor, aki a NASA programjában vesz részt egy Mars-utazáson, holott az egészet csak arra használta, hogy a barátnőjét megszerezze. Mikor ez kiderül és beadja a kilépési kérelmét, a főnöke letépi a karját.
Cynthia, Tibor (az űrhajós) menyasszonya, aki a neki szóló, napelemmel a marsi homokba karcolt szerelmes üzenet hatására elhatározza, hogy meglátogatja vőlegényét.
Antoine, a medve, aki – miután hosszú időn át sikertelenül próbált lazacot fogni – a zeneiparban helyezkedett el.

### Később
A kezdeti évek után a sorozat epizódjai egyre ritkábban kapcsolódtak a Gébics presszóhoz, és ezáltal az ottani törzsközönség tagjai is egyre inkább elmaradoztak az epizódok szereplői közül. Nem kizárt azonban, hogy a helyszínek ugyanazok a települések maradtak, csak immár más helyi aspektusok jelentek meg az epizódokban: óvodákban, iskolákban, a helyi hangversenyteremben, vagy éppen a napi bevásárlások kapcsán körvonalazódó problémák bontakoztak ki a szerző csőtollának hegye nyomán.
A „Napirajz-univerzum” ezen részében a férfi szereplők keresztneve (igen kevés kivételtől eltekintve) változatlanul Tibor (Tibi, Tibike), akkor is, ha egy epizódban, pár kockán belül többen is Tiborok. A kevés más felbukkanó férfi keresztnév viselői közt említendő még Pál, aki idősödő tudományos kutató, László, aki kiskorú, de tehetséges darts-játékos, Tomi, aki testépítő, Ede bácsi, aki benzinkutas, Zsolt, aki informatikus, vagy a 60 körüli, újgazdag Dezső, aki (bizonyára családi kényszertől hajtva) „lelkes” operalátogató, és nem okoz neki komolyabb nehézséget, hogy neje kalapját ne pusztán egy pávatollal, hanem egy komplett pávával ékesítsék.
A nőnemű szereplők keresztneve a „Napirajz-univerzumban”, amennyiben fiatalok és vonzók (vagy már nem annyira fiatalok, de hozzámentek valamelyik Tiborhoz, és még mindig jól tartják magukat), Klára. [A férfi kommentelők részéről is teljesen általánossá vált, hogy saját párkapcsolatukra, annak említésekor a Klárám kifejezéssel hivatkozzanak.] A csúnyácska, emiatt kevesebb férfi-érdeklődést elnyerő (bár ilyesmikre néha feltűnően vágyakozó) női szereplők jobbára Henrietta vagy Ágota névvel jelennek meg az epizódokban; az Ida nevű karakter arról ismeretes, hogy pincében szokott napozni, míg a Duzzasztómű nevű konditerem gondnoka az Ibolyanéni nevet viseli. Gyakori visszatérő női karakter még a nagymamakorú (óvoda)pedagógus, aki jellemzően aEditkenéni néven jelenik meg a képeken (és a hozzászólásokban).
A megrajzolt szereplők családi neve szinte soha nem kap említést, ez alól csak a kulturális rendezvények szereplői és közvetlen érintettjei kivételek. A szerző e téren is kedveli a fiktív névadást: egy 2021 tavaszi epizód például arról tudósít, hogy a szecsői Lapos Ulrik Operaház Pierluigi Rubeola egyik vígoperáját tűzte műsorra, Zino Rottinculo librettójával. [Mindhárom személynév kitalált, de beszédes.] A névhasználat tekintetében itt külön csavar, hogy a koncertet Dáma Özséb közvetíti a Bőrtok Rádió számára; e két név nyilvánvaló utalás a Bartók Rádióra és annak egyik zenei szerkesztőjére, Bősze Ádámra (utóbbinak parodizált neve ráadásul egy szinte hibátlan anagramma is).

## Nyelvhasználati sajátosságok
A Napirajz nyelvhasználata alapvetően nem sokban tér el a hasonló kortárs magyar irodalmi, képzőművészeti alkotások nyelvhasználatától. Jellemzően szabadszájú, és a közhasználatú (főleg, bár nem feltétlenül vulgáris) szófordulatokat a mindennapi kiejtési forma szerint írja le (pl.: „baszd meg!” –> „bazmeg”, „most már” –> „mosmá”, „nagyon szép munka, mester!” –> „nanszémmunka, meste!”).
Az egyetlen komolyabb nyelvtani sajátosság, ami a Napirajznál (és kommentelő tábora körében) megjelenik, az az úgynevezett automatikus tárgyeset, vagyis egy olyan nyelvhasználati szokás elterjesztése (később elvárása), melynek követői a tárgyrag t betűjével megegyező hangzóval végződő szavakat tárgyesetben is úgy használják, mintha azokhoz nem kellene ragot (+kötőhangot) csatolni. Az automatikus tárgyeset legodaadóbb hívei szívesen kiterjesztik ezt más toldalékok és az azokkal azonosan végződő tőszavak kapcsolatára is (pl. „lemegyek kenyérér’ [=kenyérért]” –> „lemegyek kenyér”), de utóbbi szokás, feltehetőleg a jóval kevesebb, szóba jöhető alkalmazási hely miatt nem vált elterjedtté a Napirajzon, a hozzászólások közt is alig fordul elő.
Említést kíván itt a Napirajz-szereplőknek még egy nyelvhasználati sajátossága: bizonyos élethelyzeteket – főként meglepődés, megütközés, de nem ritkán megelégedettség kifejezéseként – különösebb szócséplés helyett egyszerűen az E! kifejezéssel reagálják le (a kifejezés ritkán előfordul kérdő szöveghelyzetben is, olyankor természetesen felkiáltójel helyett kérdőjellel).
Fogalomhasználati szempontból a sorozat egyik sajátossága az atka kifejezés, mely az ottani szóhasználatban kiskorú gyereket jelent (pl. „atkáim” = gyerekeim). Előfordulhat jelzős szerkezetben is – pl. „kiscsopis atkák” = kiscsoportos óvodás gyerekek –, illetve kivételesen felnőtt korú szereplők is használhatják egymásra vonatkozóan, ha régi, még kisgyerekkorból eredő ismeretségre utalnak vele.

## Napirajz kötetek
- Napirajz: Súlyosbítva azt, ami amúgy is... [2005-2006] (Titkos Fiók, Budapest, 2007)
- Napirajz: Még tovább súlyosbítva a mindent [2007] (Titkos Fiók, Budapest, 2008)
- Napirajz: A Holzkoffer-kód [2008] (Titkos Fiók, Budapest, 2009)
- Napirajz: Írószemmel '74 [2009] (Titkos Fiók, Budapest, 2010)
- Művészi aktnaptár 2012 naptár (Shirokuma, Budapest, 2011)
- Napirajz: Az autós űrkutatás első évtizedei [2010-2011] (Shirokuma, Budapest, 2012)
- Napirajz: Biokertészet és gyorsacél szerszámok a modern zenében [2012] (Shirokuma, Budapest, 2013)
- Jeles napok 2018 naptár (Shirokuma, Budapest, 2017)
- Napirajz: Gratest Hits [2013-2018] (Shirokuma, Budapest, 2019)
- Szecső története 12 egyszerű képen 2020 naptár (Shirokuma, Budapest, 2019)